# Mario Kempes
Mario Kempes (* 15. července 1954, Belle Ville, Argentina) je bývalý argentinský fotbalista, útočník, vítěz a nejlepší střelec Mistrovství světa v roce 1978. Nastupoval za týmy Instituto, Rosario Central, Valencia, River Plate, Hércules, Vienna FC, VSE Sankt Pölten, Kremser SC, Fernandez Vial, Pelita Jaya. Kariéru ukončil v roce 1996 ve věku 42 let. Pelé ho roku 2004 zařadil mezi 125 nejlepších žijících fotbalistů.

## Klubová kariéra

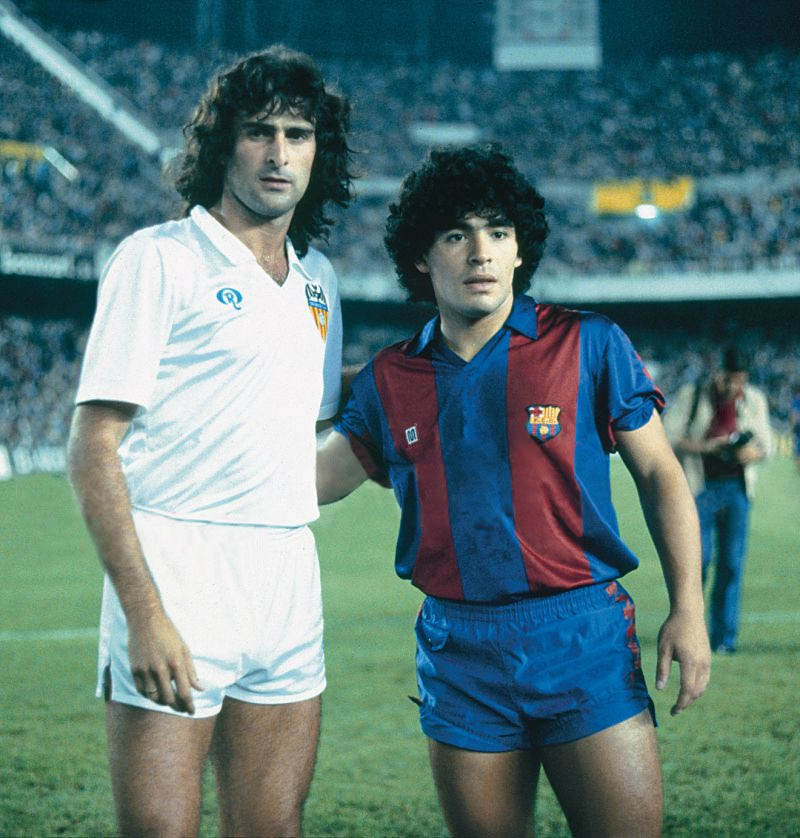
Kempes (vlevo) z Valencie s Maradonou z Barcelony

Na klubové úrovni zažil nejvíce slávy ve španělské Valencii. V roce 1979 s ní vyhrál Copa del Rey - španělský pohár a o rok později i Pohár vítězů pohárů a evropský Superpohár. V sezónách 1976/1977 a 1977/1978 byl nejlepším střelcem španělské ligy. Nastřílel 24 resp. 28 branek.

## Reprezentační kariéra
V národním týmu Argentiny odehrál 43 zápasů a nastřílel celkem 20 gólů. Největším úspěchem jeho kariéry bylo vítězství na MS 1978, které se konalo v jeho rodné Argentině. Během turnaje nastřílel Kempes šest branek a kromě zlaté medaile si odnesl také ceny pro nejlepšího střelce i hráče turnaje. Rok 1978 mu přinesl ještě jeden významný individuální úspěch. Získal ocenění pro nejlepšího světového fotbalistu podle časopisu World Soccer.

## Úspěchy

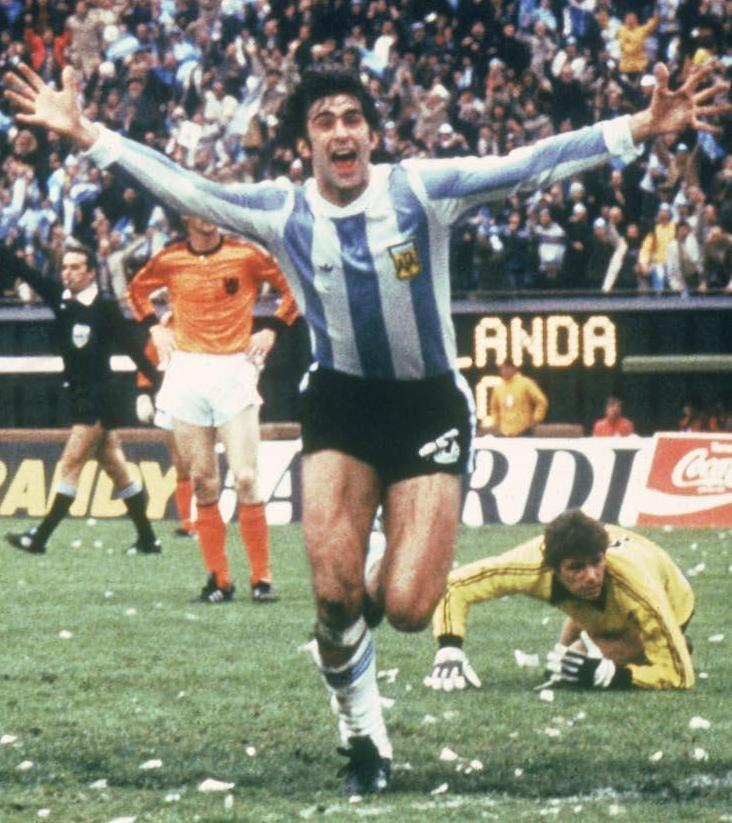
Kempes slaví svůj gól ve finále MS 1978

### Klubové
- 1× vítěz Copa del Rey (1979)
- 1× vítěz PVP (1980)
- 1× vítěz evropského Superpoháru (1980)

### Reprezentační
- 1× zlato z MS (1978)

### Individuální
- 2× Trofeo Pichichi (1976/77, 1977/78)
- 1× Fotbalista roku Jižní Ameriky (1978)[2]
- nejlepší střelec MS 1978
- nejlepší hráč MS 1978
- člen FIFA 100 [1]